# Nakat Bay

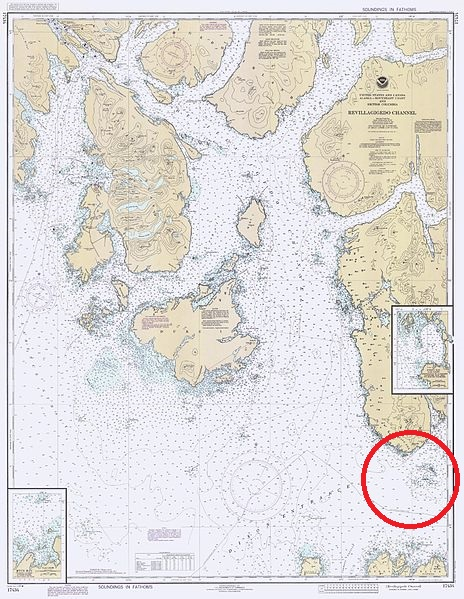
Nakat Bay gemarkeerd

Nakat Bay is een baai in de Alexanderarchipel in de Alaska Panhandle in het zuidoosten van Alaska in de Verenigde Staten.

## Geografie
De baai heeft een lengte van 6 tot 8 kilometer en is drie kilometer breed. Ze ligt ten zuidoosten van de Peninsula Ridge en ten noordwesten van Kanagunut Island. In het zuidwesten mondt de baai uit in de Dundas Passage en de Revillagigedo Channel in de overgang naar de Dixon Entrance. In het oosten mondt de Sitklan Passage er op uit.
Het waterlichaam ligt in de mariene ecoregio Noord-Amerikaans Pacifisch Fjordland.

## Geschiedenis
De baai werd genoemd door kapitein George Vancouver die deze monding in augustus 1793 verkende. De naam van de baai komt van een Tlingit-naam die in 1853 op een kaart van de Russische Hydrografische Dienst werd gepubliceerd als "Bukh(ta) Nakat" (Engels: Nakat Bay).